# Іван Кожедуб (монета)
«Іва́н Кожеду́б» — ювілейна монета номіналом 2 гривні, випущена Національним банком України. Присвячена Івану Микитовичу Кожедубу — льотчикові-винищувачу, тричі Герою Радянського Союзу, маршалові авіації.
Монету було введено в обіг 1 червня 2010 року. Вона належить до серії «Видатні особистості України».

## Опис та характеристики монети
| Номінал грн. | Метал      | Маса, грам | Діаметр, мм. | Якість виготовлення | Гурт     | Тираж, штук |
| ------------ | ---------- | ---------- | ------------ | ------------------- | -------- | ----------- |
| 2            | нейзильбер | 12,8       | 31           | анциркулейтед       | рифлений | 35 000      |

### Аверс
На аверсі монети розміщено малий Державний Герб України, напис півколом «НАЦІОНАЛЬНИЙ БАНК УКРАЇНИ», унизу номінал — «2/ГРИВНІ», логотип Монетного двору Національного банку України, ліворуч — рік карбування монети «2010» та зображено в променях прожектора літак Ла-7 (бортовий номер 27), на якому літав І. М. Кожедуб.

### Реверс
На реверсі монети зображено портрет Івана Кожедуба (ліворуч) на тлі стилізованого льотного поля з літаком, під яким написи: «ІВАН/КОЖЕДУБ/ 1920/1991.»

## Автори

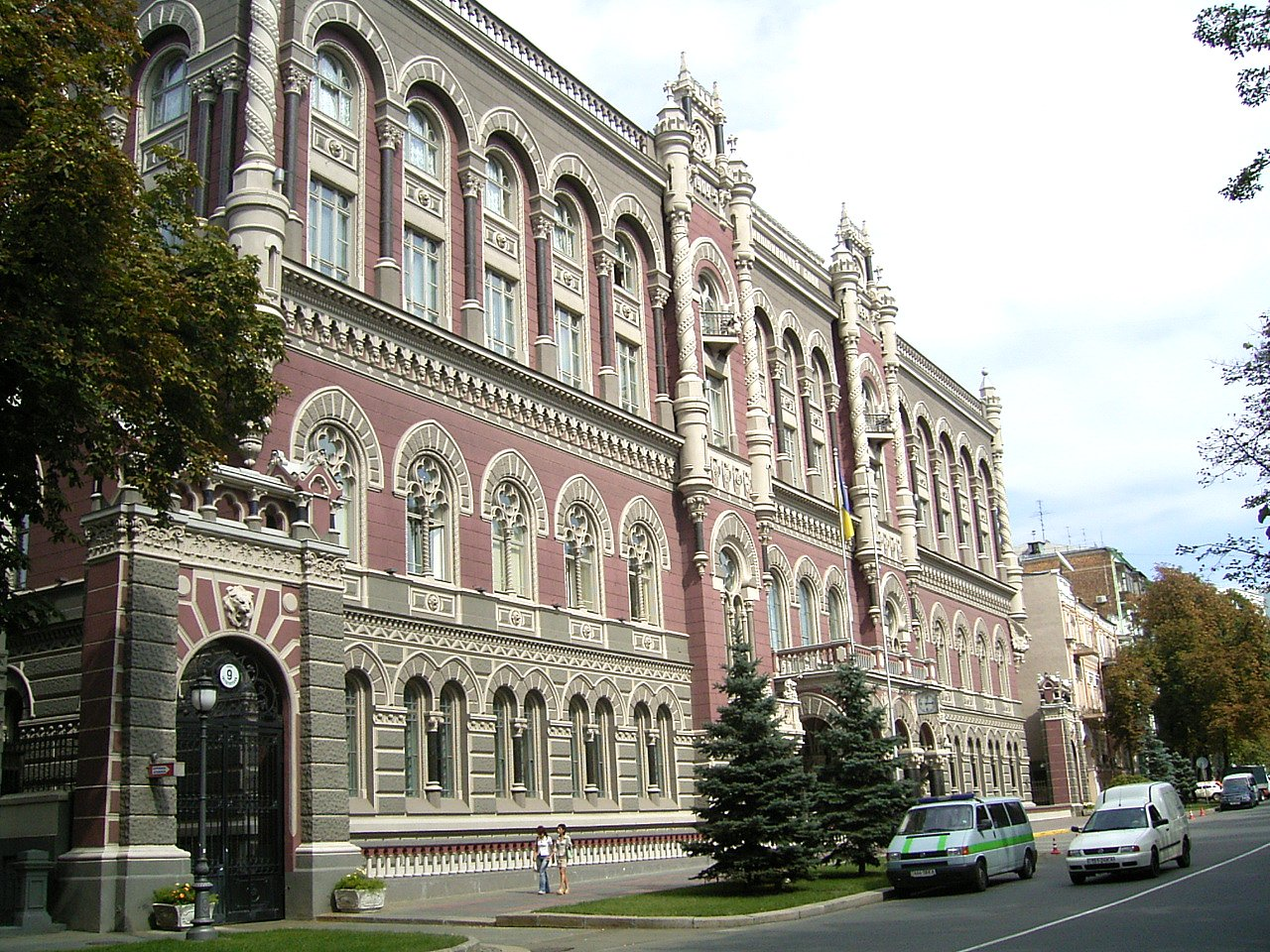
Будівля Національного банку України

- Художники: Атаманчук Володимир (аверс); Таран Володимир, Харук Олександр, Харук Сергій (реверс).
- Скульптор — Атаманчук Володимир.

## Вартість монети
Під час введення монети в обіг 2010 року, Національний банк України реалізовував монету через свої філії за ціною 15 гривень.
Фактична приблизна вартість монети, з роками змінювалася так:
| Рік        | 2011 | 2012 | 2013 | 2014 | 2015 | 2016 | 2017 | 2018 | 2019 | 2020 | 2021 | 2022 | 2023 | 2024 | 2025 |
| ---------- | ---- | ---- | ---- | ---- | ---- | ---- | ---- | ---- | ---- | ---- | ---- | ---- | ---- | ---- | ---- |
| Ціна, грн. | 20   | 20   | 25   | 30   | 35   | 65   | 95   | 105  | 125  | 140  | 170  | 190  | 350  | 370  | 400  |